# Estupro corretivo
Estupro corretivo é uma prática criminosa, na qual uma ou mais pessoas, comumente familiares ou pessoas próximas, estupram um indivíduo, supostamente como forma de alterar sua orientação sexual ou identidade de gênero.

## História
O termo estupro corretivo passou a ser usado no início de 2000 por organizações não-governamentais de direitos humanos para descrever abusos sexuais cometidos contra lésbicas sul-africanas.[carece de fontes?] Um caso notável deste crime ocorreu em 2008, quando Eudy Simelane, integrante da equipa nacional de futebol da África do Sul e representante LGBT do ativismo por direitos humanos na África do Sul, foi estuprada e assassinada em KwaThema, Gauteng.
Um relatório de novembro de 2008 elaborado pela ONG ActionAid em conjunto a Comissão Sul Africana de Direitos Humanos, expressa um pedido de criação de legislação específica contra os crimes de ódio, incluindo a violação sexual correctiva.
A partir de 24 de setembro de 2018 com a Lei n° 13.718, o estupro corretivo passou a integrar o texto do Código Penal Brasileiro como agravante do crime de estupro. De tal modo, o artigo 226 passou a ter a seguinte redação: "Art. 226. A pena é aumentada: IV - de 1/3 (um terço) a 2/3 (dois terços), se o crime é praticado: b) para controlar o comportamento social ou sexual da vítima."